# Toyokazu Nomura
Toyokazu Nomura –en japonés, 野村 豊和, Nomura Toyokazu– (Kōryō, 14 de julio de 1949) es un deportista japonés que compitió en judo.
Participó en los Juegos Olímpicos de Múnich 1972, obteniendo una medalla de oro en la categoría de –70 kg. Ganó tres medallas en el Campeonato Mundial de Judo entre los años 1969 y 1973, y una medalla en el Campeonato Asiático de Judo de 1970.

## Palmarés internacional
| Juegos Olímpicos    | Juegos Olímpicos          | Juegos Olímpicos | Juegos Olímpicos |
| Año                 | Lugar                     | Medalla          | Categoría        |
| ------------------- | ------------------------- | ---------------- | ---------------- |
| 1972                | Múnich (RFA)              | Medalla de oro   | –70 kg           |
| Campeonato Mundial  |                           |                  |                  |
| Año                 | Lugar                     | Medalla          | Categoría        |
| 1969                | Ciudad de México (México) | Medalla de plata | –63 kg           |
| 1971                | Ludwigshafen (RFA)        | Medalla de plata | –63 kg           |
| 1973                | Lausana (Suiza)           | Medalla de oro   | –70 kg           |
| Campeonato Asiático |                           |                  |                  |
| Año                 | Lugar                     | Medalla          | Categoría        |
| 1970                | Kaohsiung (Taiwán)        | Medalla de oro   | –70 kg           |